# Тайиншинський район
Тайинши́нський район (каз. Тайынша ауданы, рос. Тайыншинский район) — адміністративна одиниця у складі Північноказахстанської області Казахстану. Адміністративний центр — місто Тайинша.

## Географія
Розміщений переважно в степовій зоні. Східна і південно-східна частини району — в лісостеповій зоні. Ґрунт — чорноземи.

## Історія
Червоноармійський район був утворений 17 січня 1928 року у складі Кзил-Джарського (пізніше Петропавловського) округу з центром у селі Ново-Сухотинське. 17 грудня 1930 року район був ліквідований, територія відійшла до складу Кокчетавського, Бейнеткорського та Ленінського районів.
9 червня 1934 року у складі Карагандинської області район був відновлений з частини Кокчетавського району, центром стало село Ново-Сухотино.
29 липня 1936 року зі складу району виділений Келлеровський район (18 сільрад). Того ж дня обидва райони перейшли до складу новоствореної Північноказахстанської області.
15 березня 1944 року райони увійшли до складу новоствореної Кокчетавської області.
27 травня 1960 року до складу радгоспу імені Кірова зі складу радгоспу Булаєвський Булаєвського району Північноказахстанської області передано територію площею 6 км²; взамін до складу радгоспу Булаєвський з радгоспу імені Кірова передано 4 км², з радгоспу Совєтський — 2 км².
2 травня 1997 року до складу Красноармійського району увійшли ліквідовані Келлеровський та Чкаловський, він отримав сучасну назву, місто Красноармійськ перейменовано в Тайиншу. 3 травня 1997 року район увійшов до складу Північноказахстанської області.

## Населення
Населення — 41269 осіб (2021; 50757 у 2009, 67001 у 1999, 89096 у 1989).
Національний склад (станом на 2015 рік):
- казахи — 12735 осіб (27,49 %)
- росіяни — 11057 осіб (23,87 %)
- поляки — 10090 осіб (21,78 %)
- українці — 5360 осіб (11,57 %)
- німці — 4470 осіб (9,65 %)
- білоруси — 1239 осіб (2,67 %)
- татари — 279 осіб
- інгуші — 209 осіб
- вірмени — 146 осіб
- азербайджанці — 76 осіб
- чеченці — 73 особи
- узбеки — 69 осіб
- чуваші — 56 осіб
- мордва — 43 особи
- литовці — 36 осіб
- башкири — 26 осіб
- таджики — 19 осіб
- інші — 344 особи

## Склад

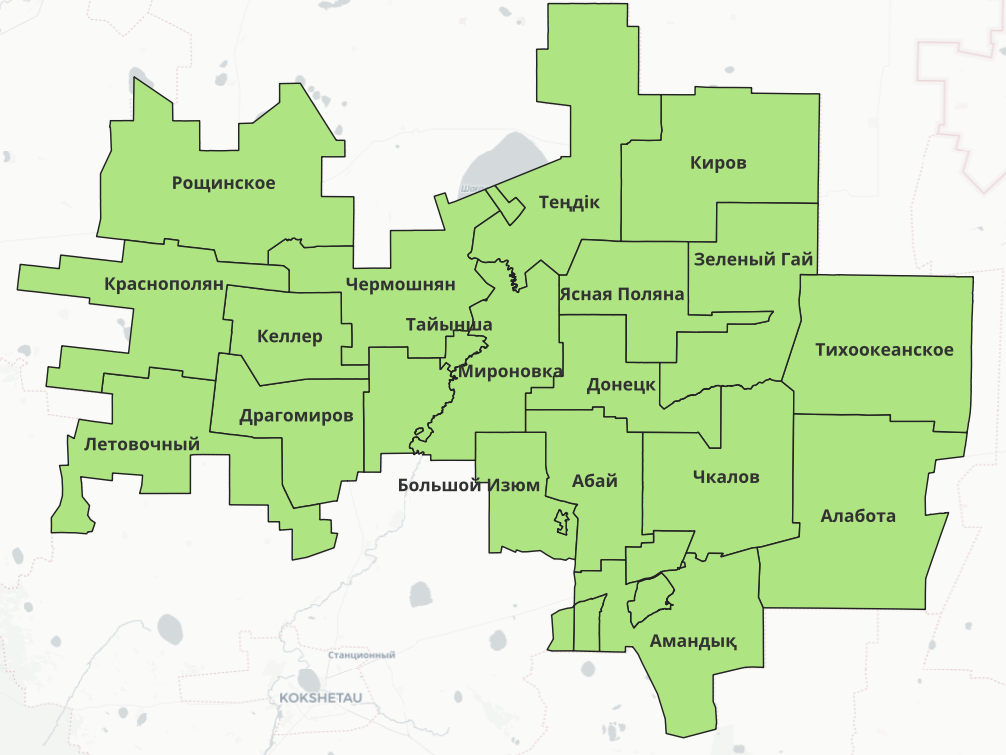
Схема АТП району

До складу району входять міська адміністрація та 18 сільських округів:
| Поселення                         | Площа, км² | Населення, осіб (1989) | Населення, осіб (1999) | Населення, осіб (2009) | Населення, осіб (2021) | Центр         | Населені пункти |
| --------------------------------- | ---------- | ---------------------- | ---------------------- | ---------------------- | ---------------------- | ------------- | --------------- |
| Тайиншинська міська адміністрація | -          | 16083                  | 13233                  | 12418                  | 13133                  | Тайинша       | 1               |
| Абайський сільський округ         | -          | 2810                   | 2220                   | 1702                   | 1211                   | Караагаш      | 4               |
| Алаботинський сільський округ     | -          | 3215                   | 2322                   | 1527                   | 900                    | Аккудук       | 4               |
| Амандицький сільський округ       | -          | 2788                   | 2394                   | 1738                   | 1324                   | Амандик       | 4               |
| Великоізюмівський сільський округ | -          | 3948                   | 3017                   | 2008                   | 1597                   | Великий Ізюм  | 4               |
| Донецький сільський округ         | -          | 4070                   | 2965                   | 2431                   | 1618                   | Донецьке      | 5               |
| Драгоміровський сільський округ   | -          | 2341                   | 1830                   | 1519                   | 1284                   | Драгоміровка  | 4               |
| Зеленогайський сільський округ    | -          | 3754                   | 2653                   | 2108                   | 1705                   | Зелений Гай   | 2               |
| Келлеровський сільський округ     | -          | 6398                   | 4047                   | 3053                   | 2728                   | Келлеровка    | 3               |
| Кіровський сільський округ        | -          | 3768                   | 2492                   | 1523                   | 963                    | Кірово        | 3               |
| Краснополянський сільський округ  | 651,63     | 4738                   | 3535                   | 2292                   | 1442                   | Красна Поляна | 7               |
| Літовочний сільський округ        | 676,02     | 5801                   | 4290                   | 2591                   | 1799                   | Літовочне     | 6               |
| Мироновський сільський округ      | -          | 2439                   | 1897                   | 1310                   | 964                    | Мироновка     | 4               |
| Рощинський сільський округ        | -          | 3435                   | 2597                   | 1590                   | 1005                   | Рощинське     | 6               |
| Тендіцький сільський округ        | -          | 3380                   | 2230                   | 1079                   | 521                    | Тендік        | 3               |
| Тихоокеанський сільський округ    | -          | 2692                   | 1965                   | 1221                   | 591                    | Тихоокеанське | 3               |
| Чермошнянський сільський округ    | -          | 5018                   | 3573                   | 2655                   | 1938                   | Чермошнянка   | 6               |
| Чкаловський сільський округ       | -          | 8076                   | 5876                   | 4969                   | 4087                   | Чкалово       | 3               |
| Яснополянський сільський округ    | -          | 4342                   | 3865                   | 3023                   | 2479                   | Ясна Поляна   | 4               |

## Найбільші населені пункти
Населені пункти з чисельністю населення понад 1000 осіб:
| № | Населений пункт | Населення, осіб (1989) | Населення, осіб (1999) | Населення, осіб (2009) | Населення, осіб (2021) |
| - | --------------- | ---------------------- | ---------------------- | ---------------------- | ---------------------- |
| 1 | Тайинша         | 16083                  | 13233                  | 12418                  | 13113                  |
| 2 | Чкалово         | 5491                   | 4021                   | 3274                   | 2849                   |
| 3 | Келлеровка      | 5087                   | 3356                   | 2663                   | 2487                   |
| 4 | Ясна Поляна     | 2229                   | 1697                   | 1449                   | 1368                   |
| 5 | Зелений Гай     | 2260                   | 1803                   | 1484                   | 1323                   |
| 6 | Петровка        | 1994                   | 1547                   | 1505                   | 1204                   |
| 7 | Великий Ізюм    | 1690                   | 1533                   | 1347                   | 1191                   |